# Rozhodnutí o dočasném zákazu návratu kolonistů

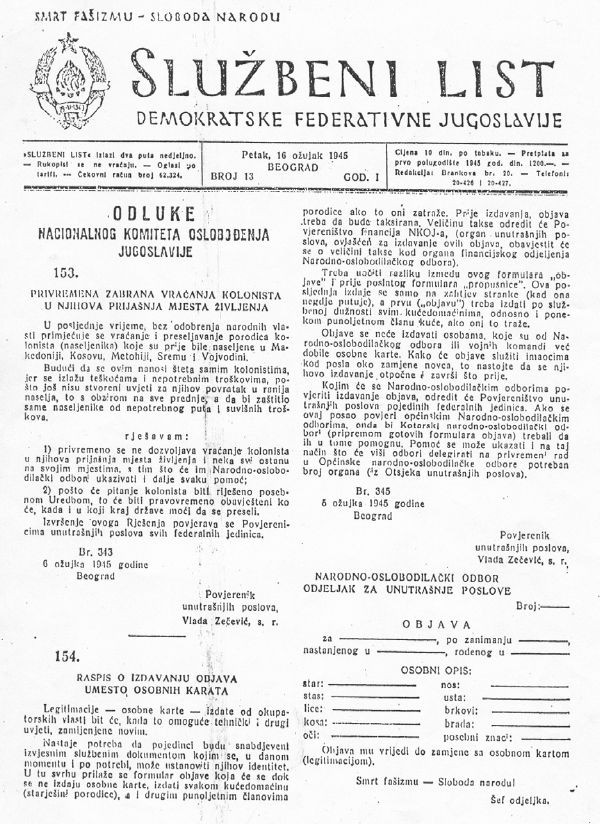
Vydané rozhodnutí, zakazující některým kolonistům návrat do Kosova.

Rozhodnutí o dočasném zákazu návratu kolonistů (srbochorvatsky Odluka o privremenoj zabrani povratka kolonistima) vydala dočasná vláda poválečné Jugoslávie, a týkalo se návratu srbských kolonistů, kteří byli v rámci hegemonizace národnostního složení v Království Jugoslávie vysíláni na území dnešního Kosova a Severní Makedonie v meziválečném období. Rozhodnutí, které vyšlo v jugoslávském služebním věstníku pod číslem 153, bylo schváleno dne 6. března 1945, ještě před ukončením bojů druhé světové války, a nedlouho po vyhlášení výjimečného stavu na území osvobozeného Kosova. Mezi srbským obyvatelstvem bylo považováno za symbol nevraživosti rodící se komunistické Jugoslávie proti nim.[zdroj?]

## Průběh
Kromě očekávání, že toto rozhodnutí uklidní národnostně vyhrocené vztahy mezi Srby a dalšími etniky na jihu Jugoslávie se také jednalo o první předstupeň k znárodnění majetku a jeho redistribuci. Přítomnost kolonistů byla trnem v oku Makedoncům, kteří je považovali za jeden ze symbolů srbizace své země, která se stala v závěru války jednou z republik Jugoslávie. Větší odpor měl však návrat kolonistů v Kosovu.
Národní rada osvobození Jugoslávie se problémem zabývala především z toho důvodu, že se situace v Kosovu začala rychle od konce bojů zhoršovat. V listopadu 1944 byly z oblasti vyhnány jednotky wehrmachtu, partyzáni však obsazovali Kosovo velmi pomalu. V oblasti Drenice narazili navíc na odpor místního obyvatelstva. Jakmile byli Němci pryč, začali se Srbové a Černohorci, které vyhnala italská, resp. německá správa nad Kosovem, spontánně začali vracet do Kosova. Kromě starousedlíků se však jednalo i o ty, kteří dostali půdu na území dnešního Kosova i v 20. a 30. letech. Jejich početnější návrat hrozil vypuknutím násilností na území neklidného Kosova, proto se rozhodla vláda na několik měsíců jim návrat zakázat.
Dočasné řešení však nebylo dostačující, neboť vydané rozhodnutí vyvolalo rozkol uvnitř komunistické strany a mezi jejími spojenci z řad bývalé politické reprezentace královské Jugoslávie. Na odpor se stavěl především Sreten Vukosavljević, který byl  ministrem kolonizace v první poválečné vládě. Kosovští komunisté, např. Dušan Mugoša a Fadilj Hodža se na druhou stranu přirozeně stavěli proti návratu kolonistů.
V srpnu 1945 byl poté vydán Zákon o revizi pozemkové reformy, který měl nicméně části kolonistů jejich majetek vrátit. Dovolen však nebyl návrat všem; ti, kteří nesplňovali podmínky dle nového zákona byli přesídleni do Vojvodiny, odkud partyzáni vyhnali německé obyvatelstvo, a která potřebovala dosídlit. Do Kosova potom přišla ještě nová vlna Srbů, především zaměstnanců státních úřadů. Celkem ale podíl srbského obyvatelstva v Kosovu v součtu poklesl.

## Záměr
Pro jugoslávské komunisty, kteří přebírali nad zemí vládu, byl daný krok vhodný, neboť jej mohli albánskému obyvatelstvu prezentovat jako zadostiučinění za kolonizaci, ke které došlo v 20. a 30. letech 20. století. Během ní totiž často docházelo k zabírání půdy a domů albánským sedlákům.[zdroj?] Navíc neměli komunisté ke kosovským Srbům příliš vřelý vztah, vzhledem k tomu, že je považovali za nástroj meziválečného královského režimu.